# Canthidium convexifrons
Canthidium convexifrons là một loài bọ cánh cứng trong họ Bọ hung (Scarabaeidae).